# Крушин (Підляське воєводство)
Крушин (пол. Kruszyn) — село в Польщі, у гміні Крипно Монецького повіту Підляського воєводства.
Населення — 164 особи (2011).
У 1975-1998 роках село належало до Білостоцького воєводства.

## Демографія
Демографічна структура станом на 31 березня 2011 року:
|          | Загалом | Допрацездатний вік | Працездатний вік | Постпрацездатний вік |
| -------- | ------- | ------------------ | ---------------- | -------------------- |
| Чоловіки | 81      | 22                 | 53               | 6                    |
| Жінки    | 83      | 21                 | 44               | 18                   |
| Разом    | 164     | 43                 | 97               | 24                   |